# Fiefs
Pour l’article homonyme, voir Fief.
Fiefs est une commune française située dans le département du Pas-de-Calais en région Hauts-de-France. Ses habitants sont appelés les Fieffois.
La commune fait partie de la communauté de communes du Ternois qui regroupe 103 communes et compte 37 469 habitants en 2021.

## Géographie

### Localisation
Localisée dans le centre-est du département du Pas-de-Calais, Fiefs est une commune située, à vol d'oiseau, à 13 km au nord de la commune de Saint-Pol-sur-Ternoise et à 39 km au nord-ouest de la commune d’Arras (chef-lieu d'arrondissement et préfecture du Pas-de-Calais).
Le territoire de la commune est limitrophe de ceux de neuf communes.
Les communes limitrophes sont  Boyaval, Febvin-Palfart, Fontaine-lès-Boulans, Fontaine-lès-Hermans, Heuchin, Nédonchel, Nédon, Sachin et Sains-lès-Pernes.

### Géologie et relief
La superficie de la commune est de 10,97 km2 ; son altitude varie de 110  à   196 m.

### Hydrographie
Le territoire de la commune est situé dans le bassin Artois-Picardie.
Il est drainé par trois petits cours d'eau n'excédant pas deux kilomètres :
- le ruisseau le grand ruyot, d'une longueur de 1,77 km, qui prend sa source dans la commune et termine sa course au niveau de la commune de Boyaval[4] ;

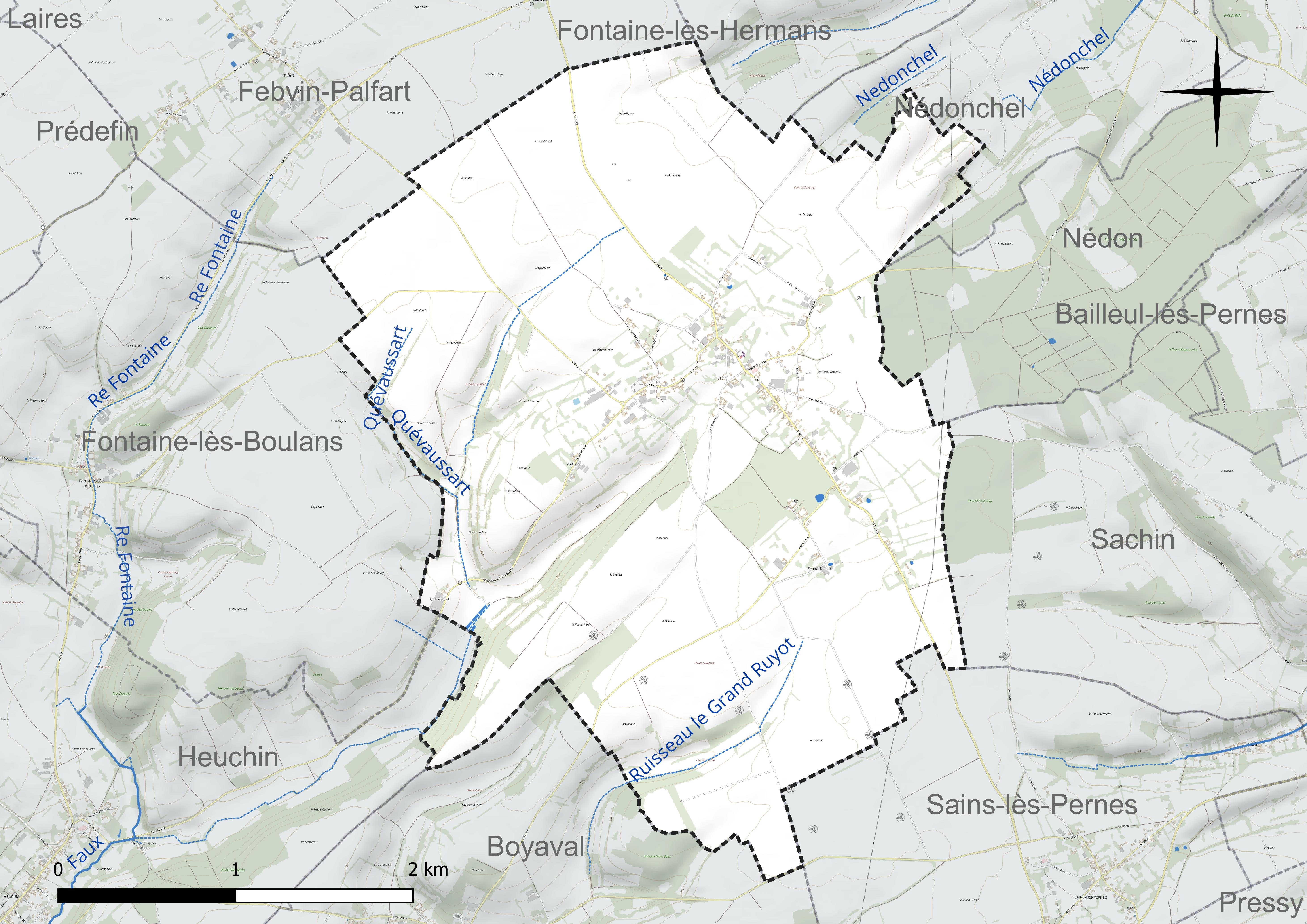
Réseau hydrographique de Fiefs.

- le Quévaussart, d'une longueur de 1,69 km, qui prend sa source dans la commune et termine sa course dans la commune[5] ;
- le Nedonchel, d'une longueur de 1,39 km, qui prend sa source dans la commune et termine sa course dans la commune de Nédonchel[6].

### Climat
Pour des articles plus généraux, voir Climat des Hauts-de-France et Climat du Pas-de-Calais.
En 2010, le climat de la commune est de type climat océanique altéré, selon une étude du CNRS s'appuyant sur une série de données couvrant la période 1971-2000. En 2020, Météo-France publie une typologie des climats de la France métropolitaine dans laquelle la commune est exposée à un climat océanique et est dans la région climatique Côtes de la Manche orientale, caractérisée par un faible ensoleillement (1 550 h/an) ; forte humidité de l’air (plus de 20 h/jour avec humidité relative > 80 % en hiver), vents forts fréquents.
Pour la période 1971-2000, la température annuelle moyenne est de 9,7 °C, avec une amplitude thermique annuelle de 13,5 °C. Le cumul annuel moyen de précipitations est de 933 mm, avec 12,8 jours de précipitations en janvier et 9,6 jours en juillet. Pour la période 1991-2020, la température moyenne annuelle observée sur la station météorologique installée sur la commune est de 10,4 °C et le cumul annuel moyen de précipitations est de 1 070,6 mm,. Pour l'avenir, les paramètres climatiques de la commune estimés pour 2050 selon différents scénarios d'émission de gaz à effet de serre sont consultables sur un site dédié publié par Météo-France en novembre 2022.
| Mois                                  | jan.             | fév.             | mars             | avril         | mai           | juin            | jui.           | août         | sep.           | oct.            | nov.            | déc.             | année      |
| ------------------------------------- | ---------------- | ---------------- | ---------------- | ------------- | ------------- | --------------- | -------------- | ------------ | -------------- | --------------- | --------------- | ---------------- | ---------- |
| Température minimale moyenne (°C)     | 1,1              | 1,2              | 2,8              | 4,7           | 7,8           | 10,7            | 12,8           | 12,9         | 10,4           | 7,6             | 4,3             | 1,8              | 6,5        |
| Température moyenne (°C)              | 3,5              | 4                | 6,6              | 9,4           | 12,7          | 15,5            | 17,7           | 17,8         | 14,9           | 11,1            | 7               | 4,2              | 10,4       |
| Température maximale moyenne (°C)     | 6                | 6,9              | 10,3             | 14,2          | 17,6          | 20,4            | 22,7           | 22,7         | 19,3           | 14,7            | 9,7             | 6,6              | 14,3       |
| Record de froid (°C) date du record   | −18,5 09.01.1985 | −17,5 23.02.1956 | −13,9 07.03.1971 | −6 25.04.1955 | −5 02.05.1960 | −3,2 02.06.1962 | 3,2 04.07.1964 | 4 29.08.1964 | 0,2 30.09.1954 | −6 29.10.1997   | −11 30.11.1978  | −12,9 29.12.1996 | −18,5 1985 |
| Record de chaleur (°C) date du record | 15,2 01.01.22    | 19,8 28.02.1960  | 25,1 31.03.21    | 27 29.04.1955 | 34 25.05.1953 | 35,5 30.06.1957 | 40,6 25.07.19  | 37 10.08.03  | 33,6 09.09.23  | 30,8 01.10.1959 | 19,5 06.11.1955 | 17 01.12.00      | 40,6 2019  |
| Précipitations (mm)                   | 103,9            | 86,5             | 76,4             | 64,4          | 76,4          | 74,4            | 80,7           | 85,1         | 83,3           | 100,9           | 112,8           | 125,8            | 1 070,6    |

### Paysages
Pour un article plus général, voir Paysage en France.
La commune s'inscrit dans les « paysages du Ternois » tels qu’ils sont définis dans l’atlas de paysages de la région Nord-Pas-de-Calais, conçu par la direction régionale de l'Environnement, de l'Aménagement et du Logement (DREAL),.
Ces paysages, qui concernent 138 communes avec trois pôles d’attraction que sont Hesdin à l'ouest, Saint-Pol-sur-Ternoise à l’est et, dans une moindre mesure, Frévent en lisière sud, sont délimités par deux cours d’eau : la Canche au Sud et la Ternoise au Nord. Ces paysages sont composés de plateaux, de vallées et de bocages. Les plateaux du Ternois montrent une structure tabulaire assez plane et une altitude assez régulière avec des points culminants entre 150  à   160 m.
Le territoire d’une vingtaine de kilomètres du Nord au Sud et d’Est en Ouest, est traversé par la D 939 reliant Saint-Pol-sur-Ternoise à Hesdin, par la D 912 entre Saint-Pol-sur-Ternoise et Frévent et par la ligne ferroviaire de Saint-Pol-sur-Ternoise à Étaples dans la vallée de la Canche. La position excentrée, en l’absence de grands axes autoroutiers ou ferrés structurants, a permis au Ternois de conserver un caractère rural et une certaine qualité de paysage.
Au niveau de l’occupation des sols, les surfaces cultivées sont omniprésentes sur les plateaux, avec majoritairement la culture de la betterave et de la pomme de terre, et représentent près de 72 % de la surface totale de ces paysages du Ternois, les espaces artificialisés, cantonnés dans les fonds de vallée, représentent 13 % et les surfaces boisées, présentes dans les deux principales vallées de la Ternoise et de la Canche, ne représentent que 6 %.

### Milieux naturels et biodiversité

#### Zones naturelles d'intérêt écologique, faunistique et floristique
L’inventaire des zones naturelles d'intérêt écologique, faunistique et floristique (ZNIEFF) a pour objectif de réaliser une couverture des zones les plus intéressantes sur le plan écologique, essentiellement dans la perspective d’améliorer la connaissance du patrimoine naturel national et de fournir aux différents décideurs un outil d’aide à la prise en compte de l’environnement dans l’aménagement du territoire.
Le territoire communal comprend une ZNIEFF de type 1 : le vallon de Bergueneuse à Fiefs, d’une superficie de 934 ha et d'une altitude variant de 60  à   185 m. Cette ZNIEFF, qui s’étend au nord/nord-ouest de la commune d’Anvin, est une des plus importantes vallées sèches drainant les collines de l'Artois.
et une ZNIEFF de type 2 : la vallée de la Ternoise et ses versants de Saint-Pol-sur-Ternoise à Hesdin et le vallon de Bergueneuse. Cette ZNIEFF, située au nord d'une ligne allant de Saint-Pol-sur-Ternoise à Hesdin, d’une superficie de 9 502 ha et d'une altitude variant de 22  à   90 m, présente des fonds de vallées, des coteaux crayeux et des zones prairiales.

Carte des ZNIEFF de type 1 et 2 sur la commune
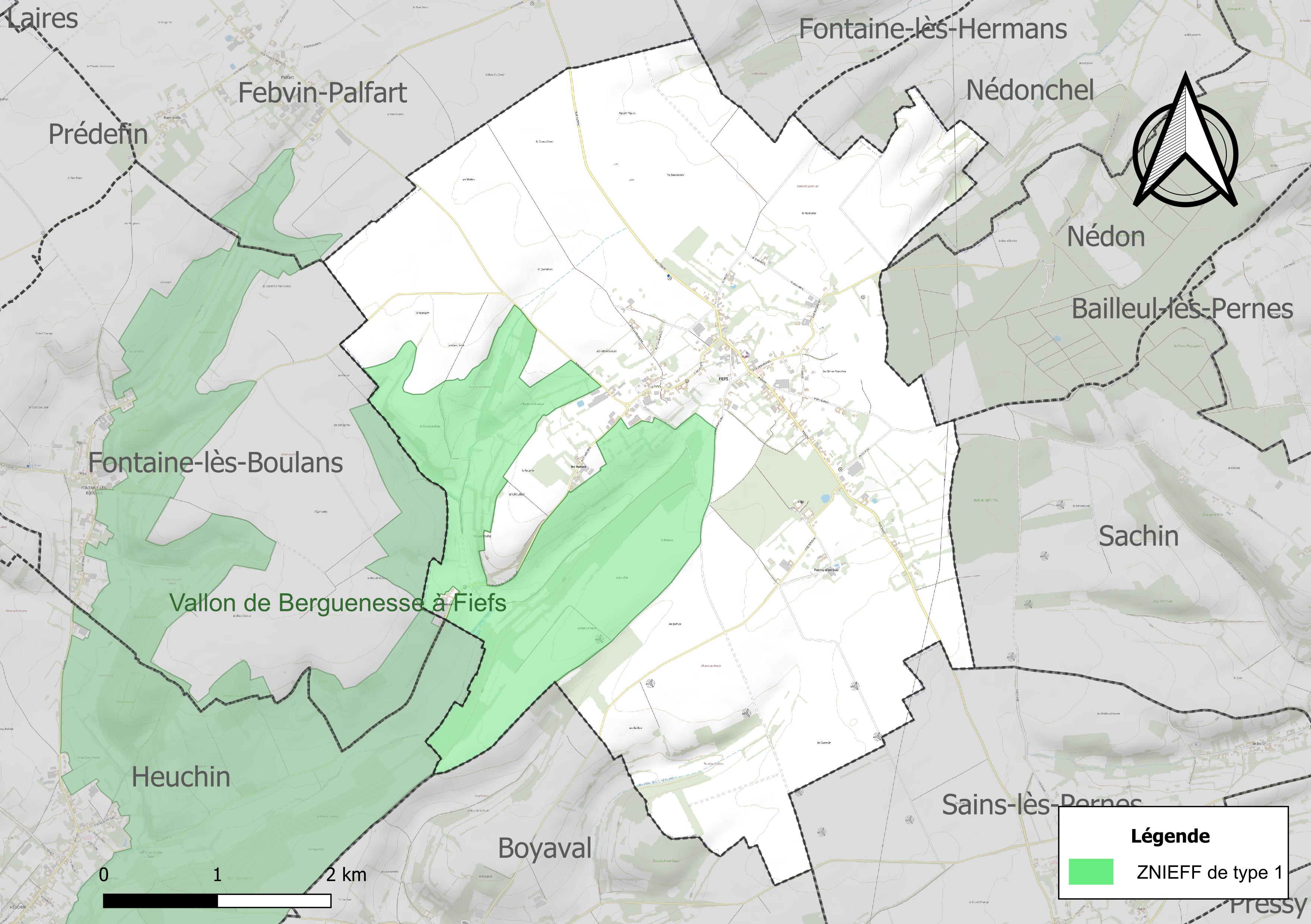
Carte de la ZNIEFF de type 1 sur la commune.
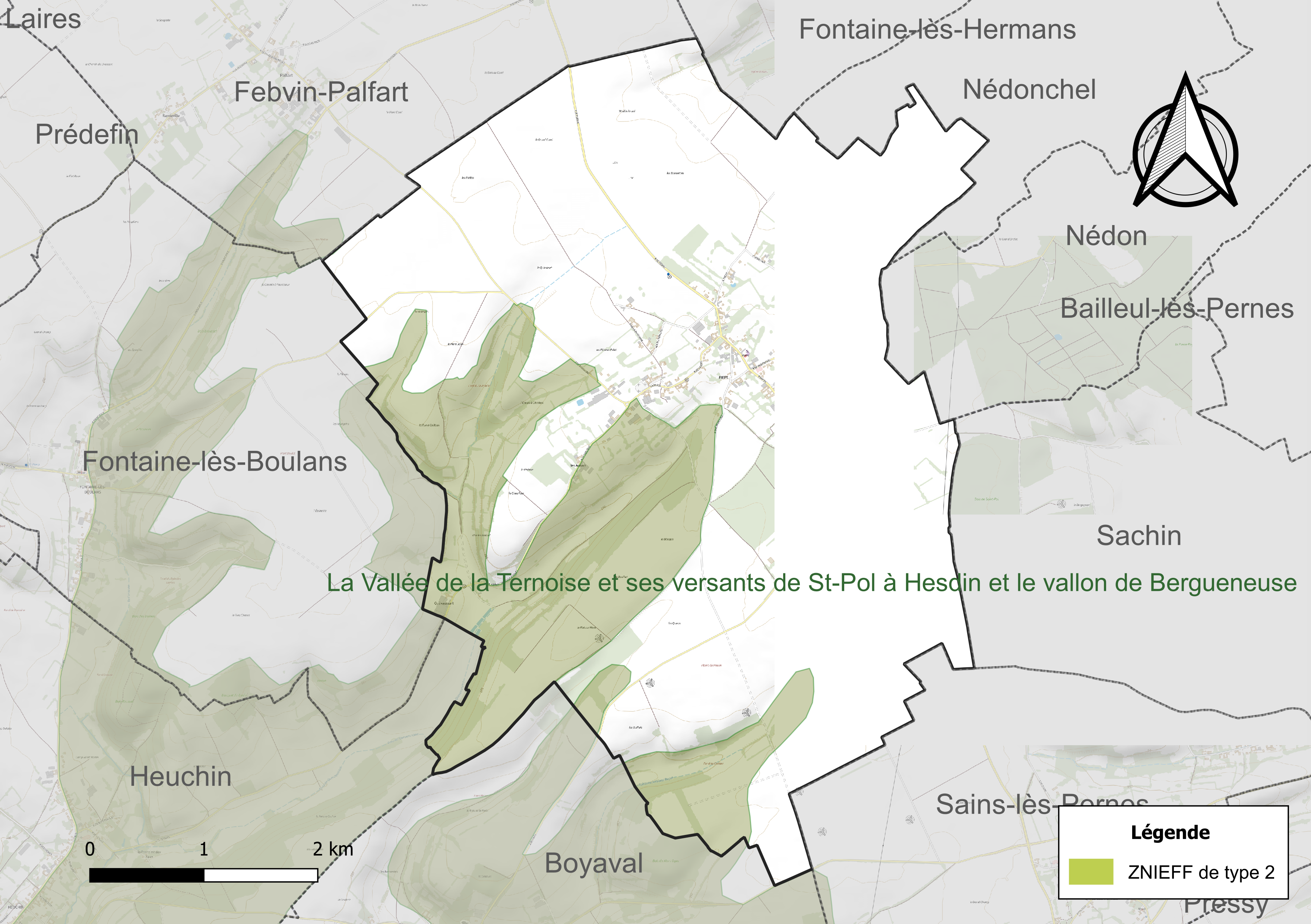
Carte de la ZNIEFF de type 2 sur la commune.

## Urbanisme

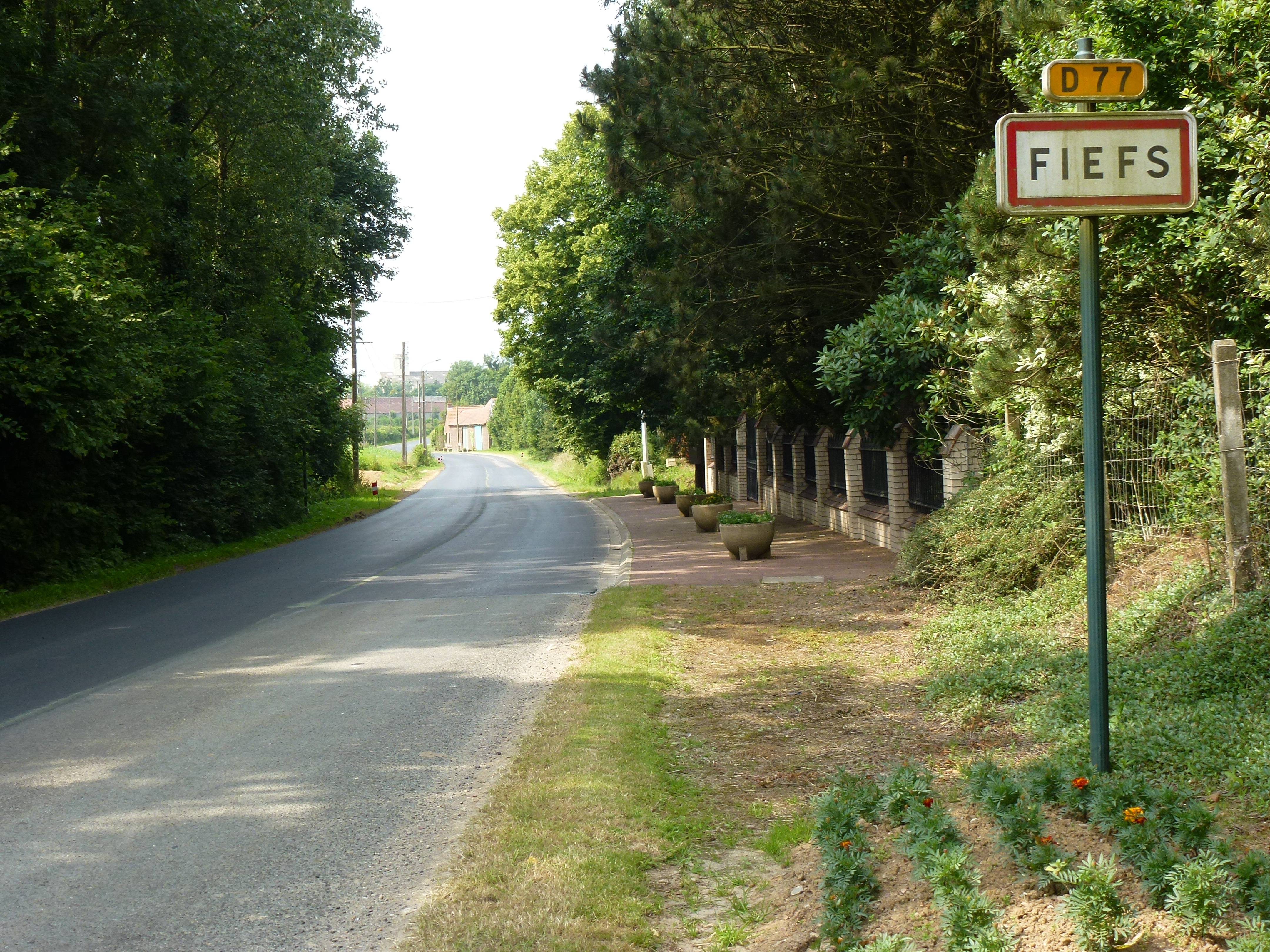
Une entrée de la commune.

### Typologie
Au 1er janvier 2024, Fiefs est catégorisée commune rurale à habitat dispersé, selon la nouvelle grille communale de densité à sept niveaux définie par l'Insee en 2022.
Elle est située hors unité urbaine et hors attraction des villes,.

### Occupation des sols
L'occupation des sols de la commune, telle qu'elle ressort de la base de données européenne d’occupation biophysique des sols Corine Land Cover (CLC), est marquée par l'importance des territoires agricoles (91,5 % en 2018), en diminution par rapport à 1990 (92,6 %). La répartition détaillée en 2018 est la suivante : 
terres arables (63,7 %), prairies (26,8 %), zones urbanisées (5,5 %), forêts (3 %), zones agricoles hétérogènes (1 %). L'évolution de l’occupation des sols de la commune et de ses infrastructures peut être observée sur les différentes représentations cartographiques du territoire : la carte de Cassini (XVIIIe siècle), la carte d'état-major (1820-1866) et les cartes ou photos aériennes de l'IGN pour la période actuelle (1950 à aujourd'hui).

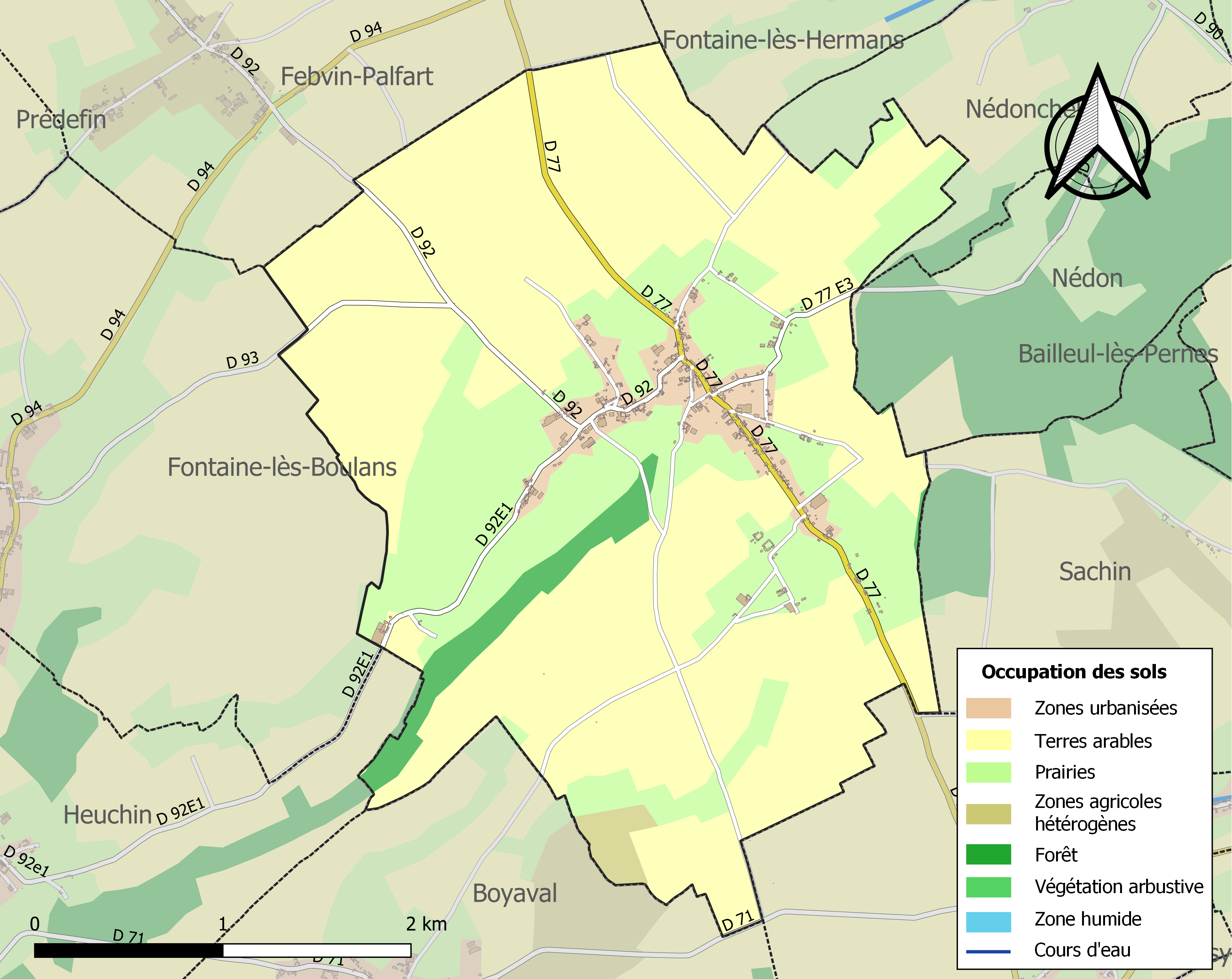
Carte des infrastructures et de l'occupation des sols de la commune en 2018 (CLC).

### Voies de communication et transports

#### Voies de communication
La commune est desservie par les routes départementales D 77, D 77 E3 et D 92 E1 et est située à 14 km, à l'ouest, de la sortie no 5 de l'autoroute A 26, aussi appelé autoroute des Anglais, reliant Calais à Troyes.

#### Transport ferroviaire
La commune se trouve à 10 km, au nord-ouest, de la gare de Pernes - Camblain, située sur la ligne de Fives à Abbeville, desservie par des trains régionaux du réseau TER Hauts-de-France.

## Toponymie
Le nom de la localité est attesté sous les formes Fiz au XIIe siècle ; Fiefes en 1247 ; Fies en 1298 ; Fiefes au XIIIe siècle ; Fieffes en 1321 ; Fiez au XIVe siècle ; Fiebz en 1424 ; Fief en 1555; Fiefs et dépendances en 1793 ;  Fiefs depuis 1801.

## Histoire

### Temps modernes
Avant la Révolution française, Fiefs est le siège d'une seigneurie.
Jacques François du Carieul, fils de Guillaume du Carieul, par lettres données à Marly le 16 mai 1710, est autorisé à surmonter l'écusson de ses armes anciennes « D'argent à un sautoir de gueules », d'une couronne de cinq fleurons et à prendre pour support deux griffons de sable becqués et armés de gueules. Il est seigneur de Fiefs, Beaurains et Boubers (sans doute Boubers-sur-Canche), gentilhomme d'Artois.
Adrien François Valentin du Carieul, seigneur de Fiefs, est fait marquis du Carieul par lettres données à Versailles en décembre 1762. Le marquisat regroupe différentes terres réunies pour former la terre du Carieul. Adrien François Valentin du Carieul est capitaine au régiment de Mestre-de-Camp, général des dragons. Il est dit haut et puissant seigneur en 1771. Il a épousé dame Charlotte Jeanne Élisabeth Magdelaine de Bernard de Montebise, dont les ancêtres ont également servi leurs souverains.

### Époque contemporaine

#### Première Guerre mondiale
Pendant la Première Guerre mondiale, lors de l'été 1915, des troupes ont séjourné sur Fiefs en cantonnement de repos après de durs combats sur le front de l'Artois.

## Politique et administration

### Découpage territorial
La commune se trouve, depuis 1926, dans l'arrondissement d'Arras du département du Pas-de-Calais, auparavant, depuis 1801, elle se trouvait dans l'arrondissement de Saint-Pol.

#### Commune et intercommunalités
La commune faisait partie de la petite communauté de communes du pays d'Heuchin créée fin 1993.
Dans le cadre de la réforme des collectivités territoriales françaises, par la loi de réforme des collectivités territoriales du 16 décembre 2010 (dite loi RCT)  destinée à permettre notamment l'intégration de la totalité des communes dans un EPCI à fiscalité propre, la suppression des enclaves et discontinuités territoriales et les modalités de rationalisation des périmètres des établissements publics de coopération intercommunale et des syndicats mixtes existants, cette intercommunalité fusionne avec sa voisine, la communauté de communes du pays d'Heuchin, formant le 1er janvier 2013 la communauté de communes des Vertes Collines du Saint-Polois.
Un nouveau mouvement de regroupement intercommunal intervient dans le cadre des dispositions de la loi portant nouvelle organisation territoriale de la République (Loi NOTRe) du 7 août 2015, qui prévoit que les établissements publics de coopération intercommunale (EPCI) à fiscalité propre doivent avoir un minimum de 15 000 habitants. À l'initiative des intercommunalités concernées, la Commission départementale de coopération intercommunale (CDCI) adopte le 26 février 2016 le principe de la fusion de : 

- la communauté de communes de l'Auxillois, regroupant 16 communes dont une de la Somme et 5 217 habitants ;

- la communauté de communes de la région de Frévent, regroupant 12 communes et 6 567 habitants ;

- de la communauté de communes des Vertes Collines du Saint-Polois, regroupant 58 communes et 19 585 habitants

- de la communauté de communes du Pernois, regroupant 18 communes et 7 114 habitants. Le Schéma départemental de coopération intercommunale (SDCI), intégrant notamment cette évolution, est approuvé par un arrêté préfectoral du 30 mars 2016,.
La communauté de communes du Ternois, qui résulte de cette fusion et dont la commune fait désormais partie, est créée par un arrêté préfectoral qui a pris effet le 1er janvier 2017.

#### Circonscriptions administratives
Elle faisait partie depuis 1801 du canton d'Heuchin. Dans le cadre du redécoupage cantonal de 2014 en France, la commune est intégrée au canton de Saint-Pol-sur-Ternoise.

#### Circonscriptions électorales
Pour l'élection des députés, elle fait partie de la sixième circonscription du Pas-de-Calais.

### Élections municipales et communautaires

#### Liste des maires
Valentin Charles Hubert Malet de Coupigny est maire de Fiefs au moment de la Restauration.
| Période                                  | Période                       | Identité        | Étiquette | Qualité                                                                              |
| ---------------------------------------- | ----------------------------- | --------------- | --------- | ------------------------------------------------------------------------------------ |
| Les données manquantes sont à compléter. |                               |                 |           |                                                                                      |
|                                          |                               | Omer Tailly     |           | Agriculteur                                                                          |
|                                          |                               | Aristide Davion |           | Agriculteur                                                                          |
|                                          |                               | Irénée Annequin |           | Agriculteur                                                                          |
| Les données manquantes sont à compléter. |                               |                 |           |                                                                                      |
| mars 2001                                | En cours (au 24 février 2022) | René Choquet    |           | Responsable de dépôt Réélu pour le mandat 2014-2020, Réélu pour le mandat 2020-2026, |

## Équipements et services publics

### Enseignement
La commune est située dans l'académie de Lille et dépend, pour les vacances scolaires, de la zone B.
La commune administre une école élémentaire en regroupement pédagogique intercommunal (RPI 115).

### Justice, sécurité, secours et défense
La commune dépend du tribunal judiciaire d'Arras, du conseil de prud'hommes d'Arras, de la cour d'appel de Douai, du tribunal de commerce d'Arras, du tribunal administratif de Lille, de la cour administrative d'appel de Douai, du pôle nationalité du tribunal judiciaire d’Arras et du tribunal pour enfants d'Arras.

## Population et société

### Démographie
Les habitants de la commune sont appelés les Fieffois.

#### Évolution démographique
L'évolution du nombre d'habitants est connue à travers les recensements de la population effectués dans la commune depuis 1793. Pour les communes de moins de 10 000 habitants, une enquête de recensement portant sur toute la population est réalisée tous les cinq ans, les populations de référence des années intermédiaires étant quant à elles estimées par interpolation ou extrapolation. Pour la commune, le premier recensement exhaustif entrant dans le cadre du nouveau dispositif a été réalisé en 2008.

En 2022, la commune comptait 372 habitants, en évolution de −3,12 % par rapport à 2016 (Pas-de-Calais : −0,72 %, France hors Mayotte : +2,11 %).
| 1793 | 1800 | 1806 | 1821 | 1831 | 1836 | 1841 | 1846 | 1851 |
| ---- | ---- | ---- | ---- | ---- | ---- | ---- | ---- | ---- |
| 802  | 782  | 779  | 788  | 865  | 900  | 871  | 776  | 774  |

| 1856 | 1861 | 1866 | 1872 | 1876 | 1881 | 1886 | 1891 | 1896 |
| ---- | ---- | ---- | ---- | ---- | ---- | ---- | ---- | ---- |
| 742  | 790  | 778  | 752  | 758  | 665  | 700  | 701  | 636  |

| 1901 | 1906 | 1911 | 1921 | 1926 | 1931 | 1936 | 1946 | 1954 |
| ---- | ---- | ---- | ---- | ---- | ---- | ---- | ---- | ---- |
| 654  | 654  | 592  | 508  | 491  | 482  | 484  | 397  | 439  |

| 1962 | 1968 | 1975 | 1982 | 1990 | 1999 | 2006 | 2008 | 2013 |
| ---- | ---- | ---- | ---- | ---- | ---- | ---- | ---- | ---- |
| 395  | 400  | 366  | 334  | 304  | 329  | 370  | 382  | 390  |

| 2018 | 2022 | - | - | - | - | - | - | - |
| ---- | ---- | - | - | - | - | - | - | - |
| 385  | 372  | - | - | - | - | - | - | - |

#### Pyramide des âges
La population de la commune est relativement jeune.
En 2018, le taux de personnes d'un âge inférieur à 30 ans s'élève à 38,2 %, soit au-dessus de la moyenne départementale (36,7 %). À l'inverse, le taux de personnes d'âge supérieur à 60 ans est de 24,2 % la même année, alors qu'il est de 24,9 % au niveau départemental.
En 2018, la commune comptait 190 hommes pour 195 femmes, soit un taux de 50,65 % de femmes, légèrement inférieur au taux départemental (51,5 %).
Les pyramides des âges de la commune et du département s'établissent comme suit.
| Hommes | Classe d’âge | Femmes |
| ------ | ------------ | ------ |
| 0,5    | 90 ou +      | 0,5    |
| 6,8    | 75-89 ans    | 10,8   |
| 15,8   | 60-74 ans    | 13,8   |
| 14,7   | 45-59 ans    | 16,9   |
| 23,2   | 30-44 ans    | 20,5   |
| 11,6   | 15-29 ans    | 14,4   |
| 27,4   | 0-14 ans     | 23,1   |

| Hommes | Classe d’âge | Femmes |
| ------ | ------------ | ------ |
| 0,5    | 90 ou +      | 1,6    |
| 5,6    | 75-89 ans    | 8,9    |
| 16,7   | 60-74 ans    | 18,1   |
| 20,2   | 45-59 ans    | 19,2   |
| 18,9   | 30-44 ans    | 18,1   |
| 18,2   | 15-29 ans    | 16,2   |
| 19,9   | 0-14 ans     | 17,9   |

## Culture locale et patrimoine

### Lieux et monuments
- L'église Saint-Germain. Détruite par les bombardements en juin 1944, elle est reconstruite en 1956-1957 sur les plans des architectes Henri Frey et Jean Bureau, les vitraux sont de Gabriel Loire et la statue de Saint-Germain en pierre polychrome de Jean Lambert-Rucki[49]. Elle héberge cinq éléments patrimoniaux, répertoriés dans la base Palissy, classés ou inscrits au titre d'objet des monuments historiques, dont un est classé[50].
- Le monument aux morts[51].

### Personnalités liées à la commune
- Celestin Sulpice Fleury (d) (1742-1790), personnalité politique, né à Fiefs.
- Jean-Baptiste Personne (1744-1812), personnalité politique, né à Fiefs.

### Héraldique
| Blason de Fiefs | Blason  | D'azur à cinq fusées d'argent accolées en fasce. |
| Blason de Fiefs | Détails | Le statut officiel du blason reste à déterminer. |

## Pour approfondir